# Baku Akae
Baku Akae (en japonés:赤江 瀑, 22 de abril de 1933 – 8 de junio de 2012) novelista japonés nacido en Shimonoseki.
Su novela Oidipusu no yaiba (オイディプスの刃, La espada de Edipo) ganó el primer premio Kadokawa de novela en 1974.
En 1984, sus novelas Kaikyou (海峡 Estrechos) y Yakumo ga Koroshita (八雲が殺した Yakumo mata) ganaron el premio Izumi Kyōka.

## Obra seleccionada
- Oidepusu no yaiba (オイディプスの刃 La espada de Edipo). 1974.
- Kaikyou (海峡 Estrechos). 1984.
- Yakumo ga Koroshita (八雲が殺した Yakumo mata). 1984.
- Aruman no dorei (アルマンの奴隷 Esclavos de Alemania). 1990.
- Gijokoku no mori no nagame (戯場国の森の眺め Visa de los bosques desde el patio) . 1996.
- Koso no fune (香草の船 El barco de hierba). 1990.